# Ronaldo Córdoba
Ronaldo Córdoba (Las Flores, Buenos Aires; 21 de abril de 1960) es un entrenador de básquet argentino. Actualmente conduce al equipo de Ferrocarril Oeste, que participa en la Liga Nacional de Básquet.